# Проноя (психологія)
Проноя — описує стан свідомості, протилежний до параної. У той час як людина з параноєю відчуває, що особи або сутності змовляються проти неї, людина з проноєю вірить, що світ навколо неї змовляється для її добра. Це переконання може бути ірраціональним і піддається медичній діагностиці або ентузіазмом, духовною вірою. Слово увійшло в наукову літературу 1982 року та було популяризовано рухом Зіпі у 1990-х роках.

## У психології
Слово з'явилося в психологічній літературі в 1982 році, коли академічний журнал «Social Problems» опублікував статтю доктора Фреда Х. Голднера з Квінс-коледжу в Нью-Йорку під назвою «Проноя», в якій Голднер описав явище, протилежне параної, і надав численні приклади конкретних осіб, які виявляли такі риси.
Проноя є позитивним відповідником параної. Це омана, що інші добре думають про вас. Вважається, що дії та результати власних зусиль добре сприймаються та хваляться іншими. Прості знайомі вважаються близькими друзями; ввічливість і обмін люб'язностями сприймаються як вияви глибокої прихильності та обіцянки майбутньої підтримки. Здається, що проноя вкорінена в соціальній складності та культурній неоднозначності нашого життя: ми стаємо все більш залежними від думок інших на основі невизначених критеріїв.
У той час стаття Голднера отримала значний розголос, включаючи посилання в Psychology Today, New York Daily News, The Wall Street Journal та інших виданнях. 

## Попередник
У ранньохристиянських творах грецьке слово «проноя» означає Провидіння, постійну доброзичливу силу, яка підтримує порядок у світі. Існує значна кількість робіт, присвячених цьому використанню слова.
Письменник Дж. Д. Селінджер передбачив концепцію, яку пізніше названу проноєю, у своїй повісті 1955 року «Вище крокви, будівничі». У ній герой Сеймур Ґласс пише у своєму щоденнику: «О Боже, якщо для мене знайдеться клінічний термін, то я параноїк у зворотному напрямку. Я підозрюю, що люди планують зробити мене щасливим».

## У масовій культурі
У 1993 році письменник і співзасновник Electronic Frontier Foundation Джон Перрі Барлоу схарактеризував проною як «підозру, що Всесвіт є змовою на вашу користь».
У травні 1994 року журнал Wired опублікував статтю «Зіпі!». На обкладинці журналу був психоделічний образ усміхненого молодого чоловіка з розпушеним волоссям, смішним капелюхом і божевільними окулярами. Стаття, написана Джулсом Маршаллом, оголосила про організовану культурну відповідь на тетчеризм у Сполученому Королівстві. У перших абзацах описується «новий і заразливий культурний вірус» і згадують «проною» як «потаємне відчуття, що інші змовляються за вашою спиною, щоб допомогти вам». У статті анонсується культурне та музичне вторгнення до Сполучених Штатів, яке буде суперничати з британським вторгненням 1964—1966 років, кульмінацією якого стане «Вудстокське відродження», яке відбудеться у Великому каньйоні в серпні 1994 року. Речник зіпі, Фрейзер Кларк, називає цей рух «Zippy Pronoia Tour» (тур проної зіпі). Стаття в The New York Times, опублікована в серпні 1994 року про зіпі, містила два посилання на проною.
У фільмі 1997 року "Люті створіння " персонаж Джеймі Лі Кертіс описує персонажа Кевіна Клайна як надмірно «проноїдного»: «Це означає, що, попри всі наявні докази, ви насправді думаєте, що подобаєтеся людям. Ваше сприйняття життя таке, що це одна довга благодійний вечір на вашу честь, де всі вітають вас і хочуть, щоб ви перемогли в усьому».
Астролог і автор колонки з гороскопів Роб Брезні запропонував філософію, засновану на проної, у своїй книзі 2005 року «Pronoia Is the Antidote for Paranoia: How the Whole World Is Conspiring to Shower You with Blessings» (Проноя — антидот до параної: Як весь світ змовляється, щоб наповнити вас благословеннями).
Актриса Сюзен Серендон, описуючи свій досвід роботи над фільмом 2012 року «Хмарний атлас», описала «проною» як протилежність відомому рядку з роману Джозефа Геллера Пастка-22: «Те, що ти параноїк, не означає, що вони не полюють за тобою»; Сарандон сказала: «Ви просто припускаєте, що Всесвіт змовляється на вашу користь, а не проти вас. … Я думаю, що чим більше ви цього очікуєте, тим більше це реалізується».

13 липня 2018 року у відповідь на заяву Дональда Трампа про те, що британці «люблять його», британський актор і комік Джон Кліз пояснив у серії твітів:
Мої американські друзі запитують мене про зауваження президента Трампа про те, що британцям він «подобається». На жаль, це цілком необґрунтовано. Пояснення цієї чутки полягає в тому, що Трамп є проноїдом. Проноїд протилежний параноїку. Параноїк думає, без будь-якої підстави у реальності, що всі змовляються проти нього. Проноїдна особа — це та, хто думає, без будь-якої підстави у реальності, що всі йому симпатизують.